# Brenden Aaronson
Brenden Russell Aaronson (ur. 22 października 2000 w Medford w stanie New Jersey) – amerykański piłkarz, grający na pozycji ofensywnego pomocnika w angielskim klubie Leeds United oraz reprezentacji Stanów Zjednoczonych. Uczestnik Mistrzostw Świata 2022 oraz Copa América 2024.

## Kariera klubowa
Aaronson jest wychowankiem Philadelphii Union. Początkowo grywał w juniorskich sekcjach tej drużyny. W 2019 zadebiutował w pierwszym zespole. W 2020 roku zdobył z nim Tarczę Kibiców, czyli nagrodę dla klubu, który uzyskał największą liczbę punktów w zasadniczym sezonie MLS. Sam piłkarz znalazł się w drużynie sezonu. W styczniu 2021 przeniósł się do Red Bull Salzburg. W sezonie 2020/21 zdobył z klubem mistrzostwo Austrii.

## Kariera reprezentacyjna
Aaronson występował w młodzieżowych reprezentacjach USA. W dorosłej reprezentacji Stanów Zjednoczonych 1 lutego 2020 w meczu z Kostaryką. Pierwszą bramkę zdobył 9 grudnia 2020 przeciwko Salwadorowi. W 2021 zdobył z drużyną Ligę Narodów CONCACAF.